# Жигайлов В'ячеслав Іванович
В'ячеслав Іванович Жигайлов (нар. 4 жовтня 1976, Суворово, Молдова) — молдовський футболіст, воротар, футбольний тренер.

## Життєпис
У першій половині кар'єри виступав за клуби-середняки чемпіонату Молдови — «Тигина» (Бендери) та кишинівські «Конструкторул», «Агро» та «Молдова-Газ». Провів понад 100 матчів у найвищому дивізіоні національного чемпіонату.
2001 року вперше перейшов у закордонний клуб — туркменську «Ніса», в її складі провів два сезони у чемпіонаті Туркменістану, ставав чемпіоном (2001) та срібним призером (2002). Потім протягом двох років виступав у другому дивізіоні Росії за «Зміну» (Комсомольськ-на-Амурі). Сезон 2005 року провів у клубі чемпіонату Білорусі «Славія» (Мозир). 2006 року грав за казахстанські клуби «Енергетик» (Павлодар) та «Кайсар».
Наприкінці кар'єри гравця знову виступав у Молдови. На рубежі 2000-х та 2010-х років розпочав тренерську кар'єру. До лютого 2011 року входив до тренерського штабу ФК «Костулень» як тренер воротарів. Станом на квітень 2014 року знову працював у цьому клубі.
З 2014 року працював тренером воротарів у командах з окупованого Криму – «Жемчужина» (Ялта), «Кизилташ» (Бахчисарай). Деякий час виконував обов'язки головного тренера вище вказаних «клубів». Також працював дитячим тренером у так званій команді «Скіф» (Сімферополь).